# Ху Цзяньгуань
Ху Цзяньгуань (чам. 胡建关, нар. 11 травня 1993, Цзянсі, Китай) — китайський боксер-любитель, що виступає в найлегшій ваговій категорії. Бронзовий призер Олімпійських ігор 2016 року та чемпіонату світу (2015). Боксер команди «China Dragons» у напівпрофесійній лізі WSB.

## Любительська кар'єра
Чемпіонат світу 2015
- 1/16 фіналу: Переміг Фернандо Мартінеса (Аргентина) - 3-0
- 1/8 фіналу: Переміг Шахобідіна Зоїрова (Узбекистан) - 3-0
- 1/4 фіналу: Переміг Ольжаза Саттібаєва (Казахстан) - 3-0
- 1/2 фіналу: Програв Йосвані Вейтії (Куба) - 0-3

Олімпійські ігри 2016
- 1/16 фіналу: Переміг Сельчука Екера (Туреччина) - 2-1
- 1/8 фіналу: Переміг Нерека Абгаряна (Вірменія) - 3-0
- 1/4 фіналу: Переміг Йосвані Вейтія (Куба) - 2-1
- 1/2 фіналу: Програв Михайлу Алояну (Росія) - 0-3

Чемпіонат світу 2019
- 1/32 фіналу. Переміг Раміша Размані (Афганістан) 5-0
- 1/16 фіналу. Програв Білялю Беннама (Франція) 2-3

Олімпійські ігри 2020
- 1/16 фіналу: Переміг Сахіла Алахвердові (Грузія) — 5-0
- 1/8 фіналу: Програв Ріомею Танаці (Японія) — WP